# Acacia convallium
Acacia convallium — вид квіткових рослин з родини бобових. Ареал: Австралія (пн. Північна територія).

## Середовище
Зазвичай росте в ущелинах або піскових уступах, що ростуть у скелетних піщаних або глибоких піщаних ґрунтах.

## Біоморфологічна характеристика
Зазвичай дерево досягає максимальної висоти близько 6 м. Він має гілочки, покриті повстям з коротких волосків. Вічнозелені яйцеподібні або серпоподібні філодії мають довжину від 9 до 17,5 см і ширину від 1,2 до 4 см з двома-чотирма поздовжніми жилками. Цвіте з квітня по травень, утворюючи суцвіття групами по чотири-шість із сферичними головами, що містять приблизно 30 квіток від кремового до золотисто-жовтого кольору.